# Lee Jasmine
Lee Jasmine (tên khai sinh Jasmine Bacurnay y Villanueva, Hangeul: 이자스민; sinh ngày 6 tháng 1 năm 1977) là một nữ chính trị gia, diễn viên người Hàn Quốc gốc Philippines. Bà là người nhập cư đầu tiên không phải là người Hàn được bầu làm đại biểu Quốc hội Hàn Quốc vào năm 2012.

## Cuộc đời
Lee Jasmin lớn lên ở Davao, phía nam Phillippines. Năm 1994, khi đang là sinh viên năm nhất chuyên ngành sinh học ở đại học Ateneo de Davao, cô gặp Lee Dong-ho, một người Hàn Quốc. Tháng 4 năm 1995, Lee Jasmin kết hôn với Lee Dong-ho và chuyển tới Hàn Quốc. Họ đã có hai con. Năm 1998, Lee Jasmin có quốc tịch Hàn Quốc. Năm 2010, chồng cô chết vì một cơn đau tim trong khi cứu con gái bị mắc kẹt vào xoáy nước ở một con suối trên núi ở Okcheon-dong, tỉnh Gangwon trong khi gia đình họ đi nghỉ dưỡng.

## Tranh cãi

### Ăn bánh và chơi game điện thoại trong phòng họp
Ngày 2 tháng 12 năm 2015, trong phòng họp quốc hội, đại biểu Lee Jasmin bị bắt gặp đang ăn một thanh sô-cô-la và chơi game trên smartphone. Theo điều 148 luật quốc hội, việc này không được phép, vì thế đã gây nên sự chỉ trích trong cộng đồng.